# Зилбиц
Зилбиц (њем. Silbitz) општина је у њемачкој савезној држави Тирингија. Једно је од 93 општинска средишта округа Зале-Холцланд. Према процјени из 2010. у општини је живјело 714 становника. Посједује регионалну шифру (AGS) 16074092.

## Географски и демографски подаци
Зилбиц се налази у савезној држави Тирингија у округу Зале-Холцланд. Општина се налази на надморској висини од 187 метара. Површина општине износи 11,2 km². У самом мјесту је, према процјени из 2010. године, живјело 714 становника. Просјечна густина становништва износи 64 становника/km².